# Dołha Wojniłowska
Dołha Wojniłowska (ukr. Довгий Войнилів) – wieś na Ukrainie, w  obwodzie iwanofrankiwskim, w rejonie kałuskim.
Częścią wsi jest dawniej samodzielna miejscowość Ziemianka (ukr. Землянка).
W 1944 roku doszło tutaj do zbrodni ukraińskich nacjonalistów na Polakach, w wyniku której zginęło ponad 60 Polaków, w tym administrator miejscowej parafii rzymskokatolickiej, ks. Błażej Czuba.